# Grant (artist)
Grant, av henne själv skrivet GRANT, egentligen Alma Caroline Cederlöf, född 29 september 1994 i Oscars församling, Stockholm är en svensk musikartist och låtskrivare.

## Biografi
Grant växte upp i Ösmo utanför Nynäshamn och har examen från  yrkesmusikerlinjen på Södra Latin i Stockholm. Hennes artistnamn var under 2016 och 2017 Almita, men hon ändrade det till Grant inför skivbolagskontrakteringen. 
Grant uppträdde i Allsång på Skansen den 17 juli 2018 med låten "Waterline" från sitt första album, In Bloom, som gavs ut 1 juni 2018. 
Hon nominerades till P3 Guld 2019 i kategorin "Framtidens artist" och till Grammis 2019 i kategorin "Årets nykomling". 2018 vann Grant priset för bästa musik i reklamfilm på Roygalan för Stockholm Gas.
2022 medverkar Grant som gästartist i programmet " Så Mycket Bättre" . Grant sjöng tillsammans med Albin Lee Meldau och tolkade Anna Ternheims låt ,Gör dig glad.
Under 2022 blev Grant medlem i musikgruppen MOR tillsammans med Fredrik Okazaki och Thomas Rusiak, sedan gruppens tredje originalmedlem Mapei slutat.
2023 nominerades Grant till Grammis i kategorin " Årets Alternativa Pop" för albumet Truth & Consequences.

## Diskografi
- 2018 – In Bloom Album
- 2019 - As the right bell sounds,  julsingel Grant, Esther
- 2019 - Let's face the music and dance, leadsong till TV-serien Fartblinda, säsong 1
- 2019 - Some Summertime , singel feat. Grant,Olsson
- 2020 - Vertigo EP
- 2021 - Merry Christmas on your own, julsingel Grant, Albin Lee Meldau
- 2022 - Truth & Consequences Album
- 2022 - Puttin' on the Ritz, leadsong till TV-serien Fartblinda, säsong 2
- 2022 - Chou Chou, singel feat. Grant, Katmando
- 2022 - You are, singel feat. Grant, Mr Tophat
- 2022 - Segerkrans, singel feat. Grant, Folke Nikanor
- 2022 - Gör dig glad, singel feat.Grant, Albin Lee Meldau från Så Mycket Bättre